# Florian Speer
Florian Speer (* 25. Februar 1953; † 17. Januar 2012) war ein deutscher Historiker und Archivar.

## Leben
Speer wurde im Jahr 2000 an der Bergischen Universität Wuppertal promoviert. Er war als selbstständiger Historiker in den Bereichen Denkmalpflege, Genealogie, Wirtschaftsgeschichte, Archivbetreuung, Festschriften und Kirchengeschichte tätig. Er war Vorstandsmitglied der Abteilung Wuppertal des Bergischen Geschichtsvereins, in dessen Reihenwerken er zahlreiche Beiträge veröffentlichte.
Daneben war Speer für seine umfangreichen Studien zur Geschichte des ältesten noch produzierenden Klavierherstellers der Welt Ibach und über den Zwangsarbeitereinsatz in seiner Heimatstadt Wuppertal bekannt.

## Veröffentlichungen

### Monographien
- Rud. Ibach Sohn – Weltälteste Klaviermanufaktur. Erfurt 2006, ISBN 3-89702-941-3.
- Ausländer im 'Arbeitseinsatz' in Wuppertal. Zivile Arbeitskräfte, Zwangsarbeiter und Kriegsgefangene im Zweiten Weltkrieg. Wuppertal 2003, ISBN 3-87707-609-2.
- Klaviere und Flügel aus dem Wupperthale. Instrumentenbau in der Wupperregion und am Niederrhein während des 19.Jahrhunderts am Beispiel der Orgel- und Klavierbauerfamilie Ibach. Dissertation, Bergische Universität Wuppertal 2000 (Volltext).
  - unter dem Titel: Ibach und die Anderen. Rheinisch-Bergischer Klavierbau im 19. Jahrhundert (= Beiträge zur Geschichte und Heimatkunde des Wuppertals, Band 39). Wuppertal 2002, ISBN 3-87707-587-8.
- Vorwerk & Co. und seine Arbeiter im Zweiten Weltkrieg – Bericht über die Situation von Zwangsarbeitern in einem Wirtschaftsunternehmen. Wuppertal 2000, ISBN 3-00-005735-8.
- Geschichte des Kirchenlebens in Budberg. Rheinberg 1997 (= Schriften der Stadt Rheinberg zur Geschichte und Heimatkunde, Band 10).
- Instrumentenbau und Architektur – Über die Einbeziehung von Architekten und Künstlern in die Herstellung außerordentlicher Gehäuse zu Flügeln und Klavieren am Beispiel der Firma Rud. Ibach Sohn (1996). Dokumentation zur Ausstellung.

### Herausgebertätigkeit mit eigenen Beiträgen
- Die mohammedanische Bewegung im ägyptischen Sudan, Vortrag von Professor Dr. E. Dagobert Schoenfeld. Mit Anmerkungen versehene Neuausgabe nach dem Original von 1904, Wuppertal 2008, ISBN 978-3-8370-2635-1.
- (Hrsg. mit Sigrid Lekebusch): Kirchen und Gottesdienststätten in Barmen (= Kirchen und Gottesdienststätten in Wuppertal, Band 2) (= Beiträge zur Geschichte und Heimatkunde des Wuppertals, Band 43), Wuppertal 2008, ISBN 978-3-87707-721-4.
- Ernst von Hesse-Wartegg: Tunis – Land und Leute, Neu herausgegeben als Reprint der Ausgabe von 1882, Wuppertal 2007, ISBN 978-3-8370-0729-9.
- E. Dagobert Schoenfeld: Aus den Staaten der Barbaresken. Eine abenteuerliche Forschungsreise durch Libyen und Tunesien um 1900, neu herausgebracht, Wuppertal 2007, ISBN 978-3-8334-9703-2.
- Adressbuch der Wuppertaler Ortsteile für das Jahr 1834. Auszugsweiser fotomechanischer Nachdruck aus Oberbürgermeister Rüttger Brünings Offizielles Adressbuch für Rheinland-Westphalen zum Vortheil armer Kranken, bearbeitet von Goswin Krackrügge, Elberfeld 1834. Bearbeitet mit Hinweisen des Herausgebers und einem einleitenden Aufsatz von Uwe Eckardt (= Beiträge zur Geschichte und Heimatkunde des Wuppertals, Band 42), Wuppertal 2006, ISBN 3-8334-6169-1.
- (Hrsg. mit Jörg Hentzschel-Fröhlings und Guido Hitze): Gesellschaft – Region – Politik. Festschrift für Hermann de Buhr, Heinrich Küppers und Volkmar Wittmütz, Norderstedt 2006, ISBN 3-8334-4138-0.

### Beiträge in Sammelwerken
- Müllgeschichte im Wuppertal (Festschrifttext außer technischen Texten). In: Müllgeschichte im Wuppertal – 100|50|30. Wuppertal 2006, ISBN 3-00-019280-8, hrsg. von der Abfallwirtschaftsgesellschaft mbH Wuppertal.
- Habe Dank Lieber Vater: Der Prediger Karl Großkortenhaus (1875–1941). In: Gesellschaft – Region – Politik. Festschrift für Hermann de Buhr, Heinrich Küppers und Volkmar Wittmütz, Norderstedt 2006, ISBN 3-8334-4138-0, S. 234–274.
- Vom Bau des ersten Gesellschaftshauses der Bürgergesellschaft Concordia zu Barmen 1816–1818. In: Kunst und Architektur. Festschrift Prof. Dr. Hermann J. Mahlberg. Wuppertal 1998, ISBN 3-928766-32-5, S. 32–40.

### Aufsätze
- Instrumentenbau-Zeitschrift – musik international: Ibach – 211 Jahre Klavier- und Flügelbau in Familientradition. 9/10 2005, S. 56–57.
- Frankfurter Allgemeine Zeitung: Die größte Qual der Zwangsarbeiterinnen bei Vorwerk in Litzmannstadt ist der ständige Hunger gewesen. (Abdruck der Zusammenfassung aus dem Buch: Vorwerk & Co und seine Arbeiter im Zweiten Weltkrieg), in: Frankfurter Allgemeine Zeitung, 7. März 2000, S. 26.
- Geschichte im Wuppertal: Wenn der Müll Geburtstag feiert. 2006.
- Geschichte im Wuppertal: Vom „Leichensträßchen“ zur Alemannenstraße.- „Mikrogeschichte“ an der Friedhofskirche. 2005.
- Geschichte im Wuppertal: Sofies Heilende Hände. Von einer frühen Naturheilklinik in Elberfeld. 2000.
- Geschichte im Wuppertal: Heimatschutzstil – Anmerkungen zu einem Stilphänomen in der Architektur der Jahrhundertwende. 1997.
- Geschichte im Wuppertal: Zur mittelalterlichen Kirche in Schöller. 1993.
- Jahrbuch Kreis Wesel: Von gesetzlich verbotenen Ehefreuden, einer kämpferischen Braut und einem Tierliebhaber. 1997.
- Jahrbuch Kreis Wesel: Wegen des so stark eingerißenen Caffee Trinkens. 1996.
- Jahrbuch Kreis Wesel: Gerichtlich beeideter Alchimist. 1995.
- Jahrbuch Kreis Wesel: Wie die Budberger einen neuen Lehrer bekamen. 1994.
- Jahrbuch Kreis Wesel: Ein Kriminalfall des Jahres 1615. 1993.
- Jahrbuch Kreis Wesel: 700 Jahre Empelmann- oder Impelmannhof bei Repelen. 1992.
- Bergische Blätter: Architektur und Klavierbau, Ausgabe vom 2. März 1996.
- Romerike Berge: Vor 100 Jahren: Eine Spur von Blut und Trümmern – „Bergischer Tornado“ 1906, 1/2007.
- Romerike Berge: 175 Jahre Vorwerk & Sohn. 4/2002.
- Romerike Berge: Klavierfabrik Ibach feiert 200jähriges Jubiläum. 1/1996.
- Polis – Zeitschrift für Architektur, Stadtplanung und Denkmalpflege: Richard Meier und die Musik. 2/1996.
- Rheinische Post, Ausgabe Moers-Rheinberg „Der Grafschafter“: Steuereinnehmer im Streit erschossen, Ausgabe vom 28. Dezember 1992.